# Robledo de Chavela
Robledo de Chavela település Spanyolországban, Madrid tartományban. Robledo de Chavela Zarzalejo, El Escorial, Navalagamella, Fresnedillas de la Oliva, Colmenar del Arroyo, Navas del Rey, Cebreros, Valdemaqueda és Santa María de la Alameda községekkel határos. Lakosainak száma 4725 fő (2024).

## Népesség
A település népessége az utóbbi években az alábbiak szerint változott:
| Lakosok száma | 2439 | 3008 | 3599 | 3812 | 4058 | 4037 | 4073 | 4270 | 4587 | 4725 |
|               | 2001 | 2004 | 2007 | 2009 | 2012 | 2014 | 2017 | 2019 | 2022 | 2024 |